# Agrilus frankparkeri
Agrilus frankparkeri é uma espécie de inseto do género Agrilus, família Buprestidae, ordem Coleoptera.
Foi descrita cientificamente por Hespenheidei, 2012.